# Herman Saftleven I
Herman Hermansz Saftleven (Anversa, ca. 1580 – Rotterdam, 4 aprile 1627) è stato un pittore e disegnatore fiammingo.

## Biografia
Ci sono pervenute solo poche opere di questo autore, che produsse soprattutto dipinti di soggetto storico e disegni e che fu attivo a Rotterdam a partire dal 1609.
Figlio di Harman Saftleven († ca. 1582) sposò Lijntge Cornelisdochter Moelants, morta a Rotterdam il 2 febbraio 1625,, da cui ebbe tre figli: Cornelis, Herman e Abraham (Rotterdam, ca. 1612 – 1648), tutti artisti. Si risposò con Lucretia de Beauvois († Rotterdam, 26 novembre 1638).
Probabilmente si occupò direttamente della formazione artistica dei figli Cornelis e Herman, mentre Abraham fu allievo di Abraham van der Linden, di cui non si conoscono opere.